# Kržava (Czarnogóra)
Kržava (cyr. Кржава) – wieś w Czarnogórze, w gminie Pljevlja. W 2011 roku liczyła 16 mieszkańców.